# 戦時共産主義
戦時共産主義（せんじきょうさんしゅぎ、ロシア語: Военный коммунизм）とは、ロシア内戦時のソビエト・ロシアにおける政治・経済体制を指す。ソビエトの正史によると、「内戦によりあらゆる正常な経済機構、経済関係が崩壊した状況下で、都市部と赤軍に武器と食糧の供給を続けるためにボリシェヴィキが採用した政策」である。名称はパウル・レンシュの「戦時社会主義」にあやかったものとされる。
戦時共産主義は1918年6月、最高国民経済会議によって実施に移され、1921年3月21日、ネップ（新経済政策）の開始により終了した。

## 戦時共産主義の各政策

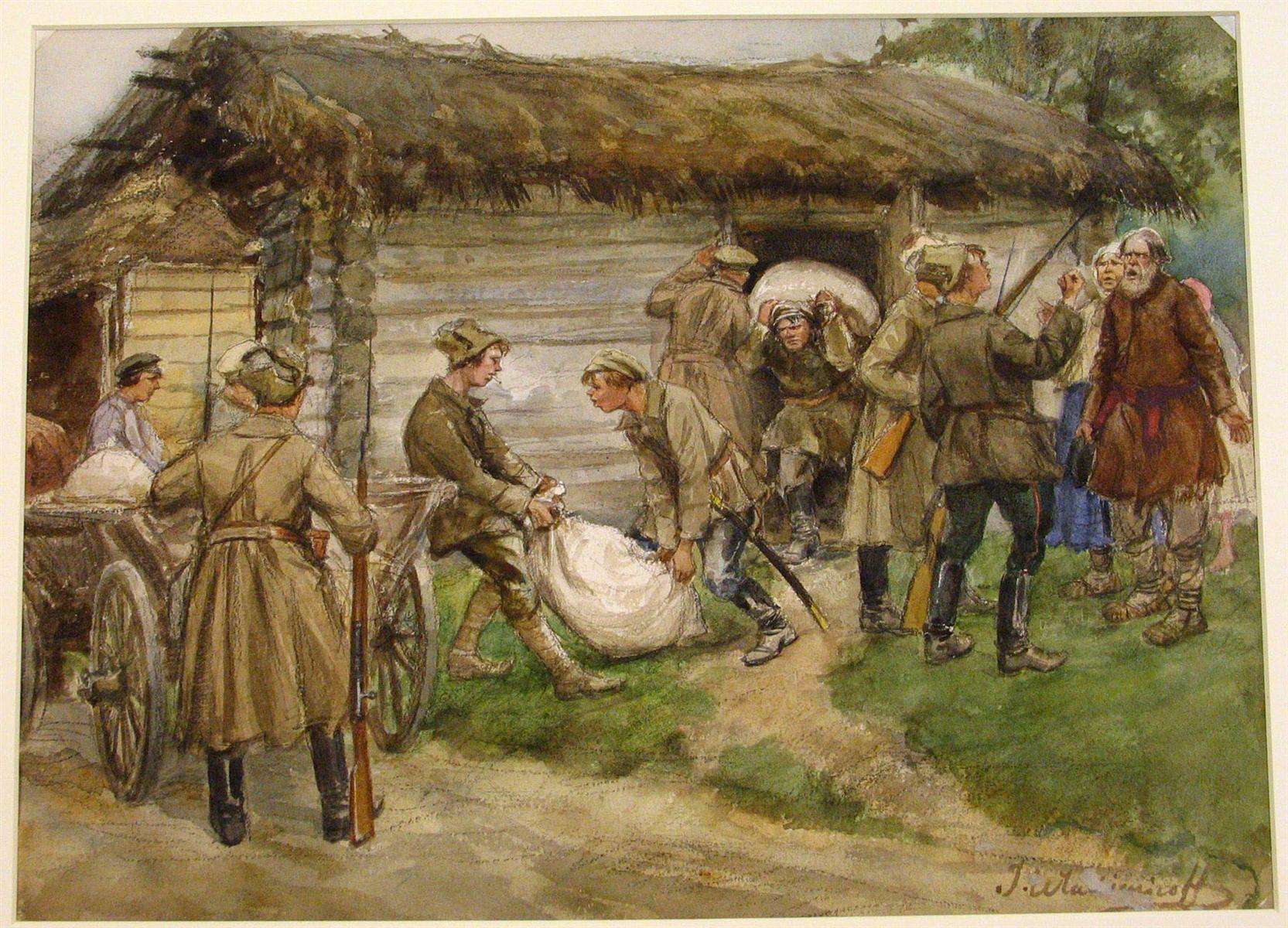
農民からの穀物の徴発。 Ivan Vladimirov作。

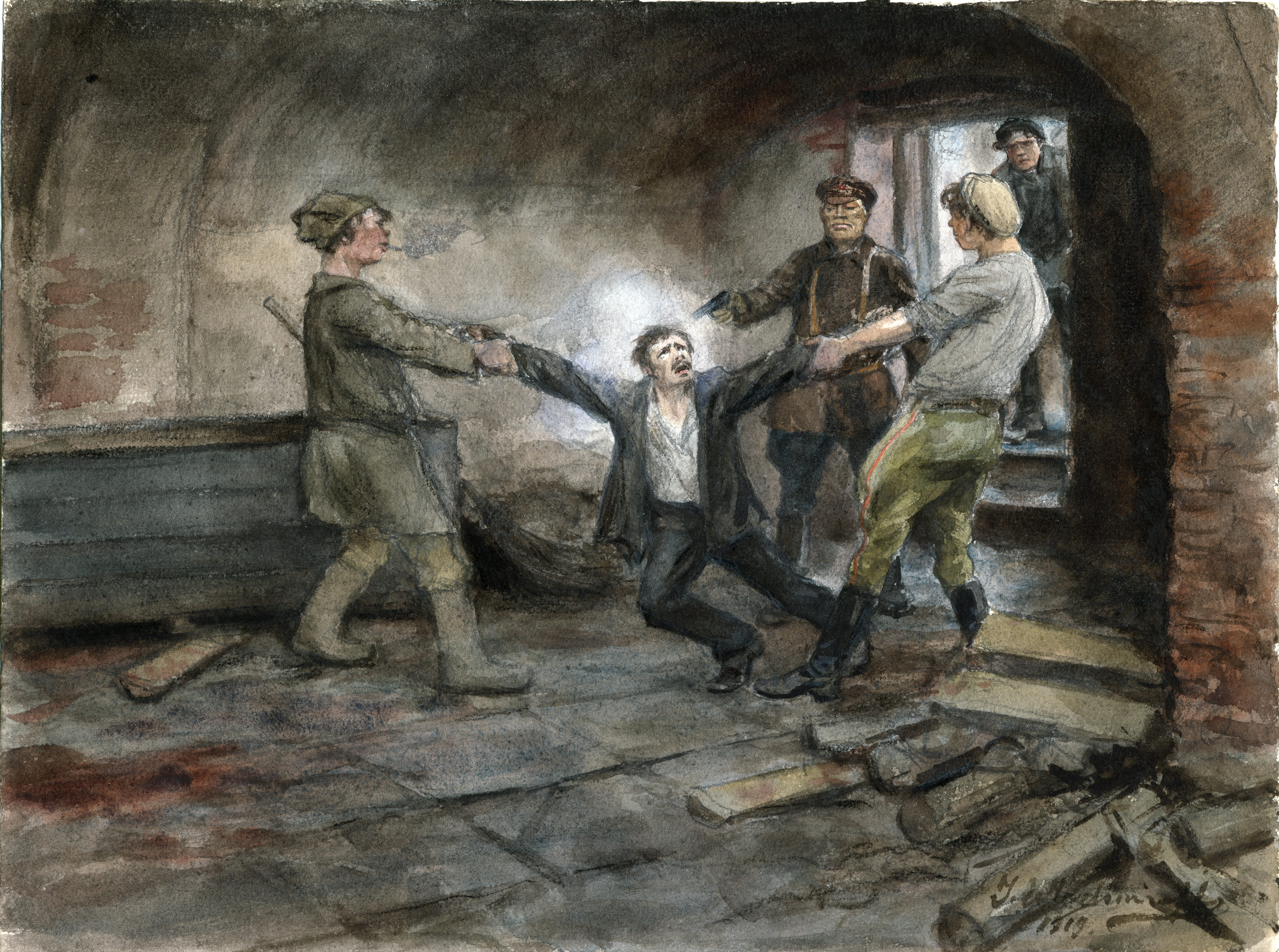
「チェーカーの地下室」Ivan Vladimirov作。

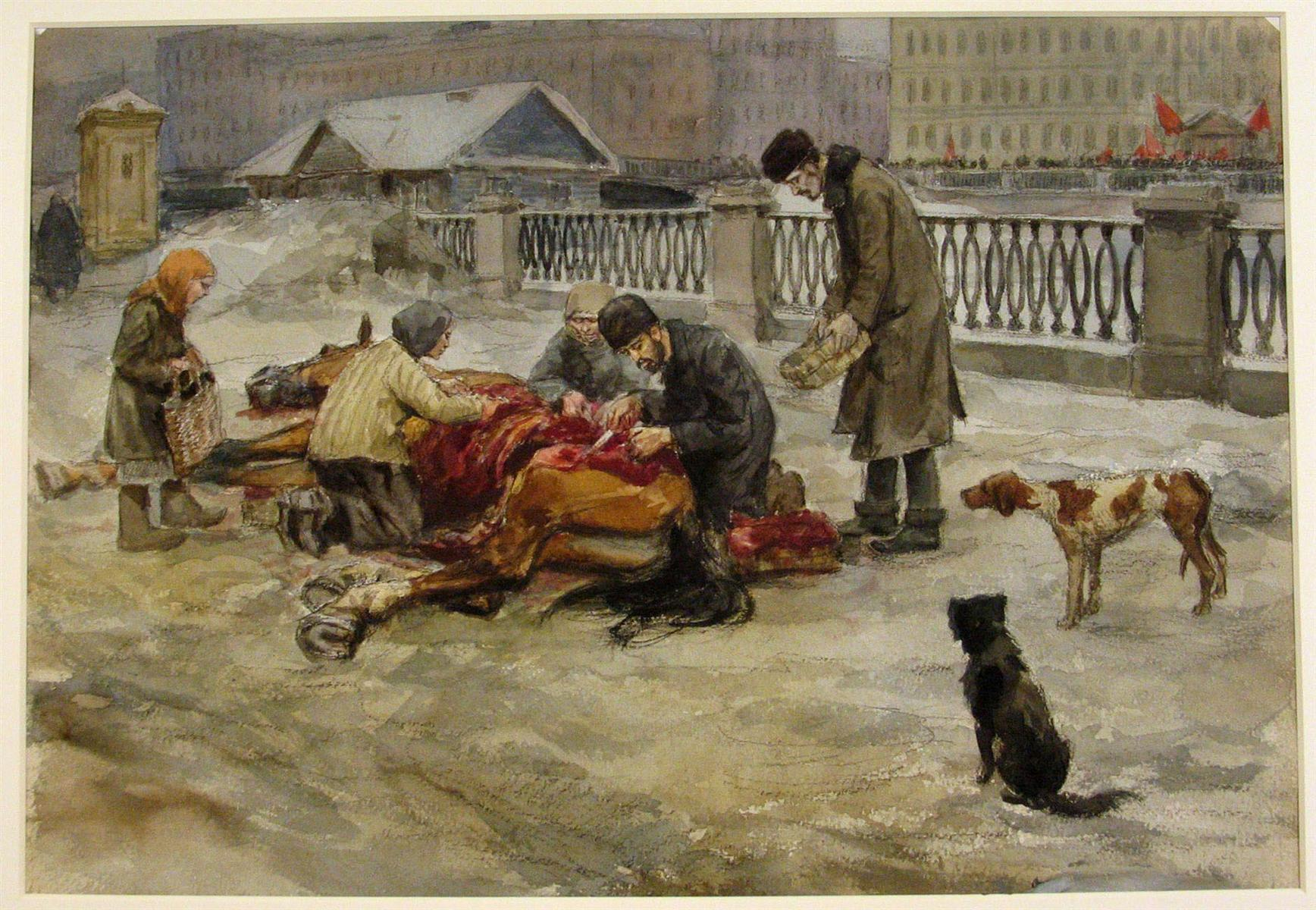
「飢饉」 Ivan Vladimirov作。

1. あらゆる企業の国営化、徹底した中央統制の導入
2. 外国貿易の国家独占
3. 労働者の規律維持、ストライキには場合により銃殺刑で対処
4. 「非労働者階級」に労働義務を賦課
5. 穀物割当徴発制度（Prodrazvyorstka） - 農民から必要最小量を除く余剰農産物を徴発し、中央より他階級に分配
6. 中央統制による食料、日用品の配給制
7. 私企業の非合法化
8. 鉄道を軍に準じるレベルで統制

これらの政策はすべて内戦時に実施されたため、文書上にみられるよりもはるかに多くの混乱を招き、連携を欠くものであった。ロシアの大部分はボリシェヴィキの支配下になく、ボリシェヴィキ政府を支持する地域にあってさえも、連絡調整の悪さから、モスクワからの指示や協力が得られないまま各地方が独断で状況に対処せざるを得ない状態が続いた。

## 「戦時共産主義」に対する見解
「戦時共産主義」が文字通り戦時に対応して立てられた経済政策として現実に存在したのか、あるいは単に内戦勝利のためにあらゆる犠牲をいとわないなりふりかまわぬ方策をまとめてこう呼んでいるのかについては長く議論が続いている。
ボリシェヴィキが戦時共産主義を導入した目的についても諸説がある。ボリシェヴィキ幹部にも、内戦勝利が唯一の目的であったとする者がいる。レーニンも「農民から余剰生産物を徴発したのは戦時の緊急事態により余儀なくされた方針であった」と述べている。
しかし一方で、戦時共産主義は異常事態に対して仕方なくとった政策ではなく、尚早にロシア社会の共産主義化を進めようとした意図的なものだったとする説もある。歴史学者のリチャード・パイプスらは、事後になってソ連政府が「戦時共産主義」と称した政策は、実際には共産主義経済を一気に実施しようとしたものであり、ボリシェヴィキ指導者は短期間で経済生産額が大規模に上昇することを想定していたとする。ニコライ・ブハーリンの見解もこれに沿うもので、「われわれは戦時共産主義を、戦時と結びついた、すなわち内戦という限定状況下に合わせたものではなく、勝利したプロレタリアートによる経済政策の普遍的な、いわば『正常』な形式であると認識していた」と述べている。
社会哲学者マイケル・ポランニーは著書『自由の論理』などにおいて、革命後にボリシェヴィキが始めた計画経済化の実験は完全な失敗に終わったため、これを内戦による一時的な「戦時共産主義」と称して計画経済の失敗を隠そうとし、一方で部分的に市場経済による生産システムを導入して経済を回復させることで「計画経済の成功」を宣伝しようとしたと述べている。

## 戦時共産主義の結果
戦時共産主義は内戦による被害をいっそう悪化させた。政府による苛烈な徴発のため農民は食糧生産に協力しなくなり、都市労働者は少しでも食糧を確保しようと地方へ流出、それにより工業製品と食料品との間の公正な取引がいっそう困難になり、都市生活者の窮状に拍車をかけることになった。1918年から1920年までの間にペトログラードの人口の75%、モスクワの人口の50%が流出した。ロシア各地で闇市が生まれ、戒厳令を発令して不当利得者の取り締まりを図ったが効果はなかった。ルーブルが暴落して物々交換が主流となり、1921年までに重工業生産額が1913年水準の20%にまで落ち込んだ。給与の90%が現物支給され、機関車の70%に補修が必要となり、食糧徴発、7年間の内戦、さらに大規模な旱魃による食糧不足で300万～1000万人が死亡した。
その結果、タンボフ反乱のように、ストライキや農民蜂起が頻発することになった。1921年3月にクロンシュタット海軍基地で起きたクロンシュタットの反乱はその最たるものであり、クロンシュタットの水兵らはボリシェヴィキの強力な支持者とみられていただけに、この反乱はレーニンにも強いショックを与えた。
内戦終結後、戦時共産主義はネップ（新経済政策）へと政策転換されることになる。